# Neuville-sur-Touques
Pour les articles homonymes, voir Neuville.
Neuville-sur-Touques est une commune française, située dans le département de l'Orne en région Normandie, peuplée de 237 habitants.

## Géographie
La commune est au sud-est du pays d'Auge. Son bourg est à 7,5 km au sud-ouest du Sap, à 8,5 km au nord de Gacé et à 13 km au sud-est de Vimoutiers.
Le point culminant (266 m) se situe en limite est, près du lieu-dit la Hachetière, sur la D 253. Le point le plus bas (146 m) correspond à la sortie de la Touques du territoire, au nord. La commune est bocagère.
| Roiville         | Orville              | Le Sap   |
| Aubry-le-Panthou | Neuville-sur-Touques | Le Sap   |
| Mardilly         | Mardilly, Chaumont   | Chaumont |

### Hydrographie
La commune est située dans le bassin Seine-Normandie. Elle est drainée par la Touques, le ruisseau de Chaumont et le cours d'eau 02 de la commune de Neuville-sur-Touques,.
La Touques, d'une longueur de 108 km, prend sa source dans la commune de Champ-Haut et se jette  dans la baie de Seine en limite de Trouville-sur-Mer et de Deauville, après avoir traversé 42 communes. Les caractéristiques hydrologiques de la Touques sont données par la station hydrologique située sur la commune de Mage. Le débit moyen mensuel est de 0,767 m3/s. Le débit moyen journalier maximum est de 14,4 m3/s, atteint lors de la crue du 13 juillet 2021. Le débit instantané maximal est quant à lui de 24,6 m3/s, atteint le même jour.

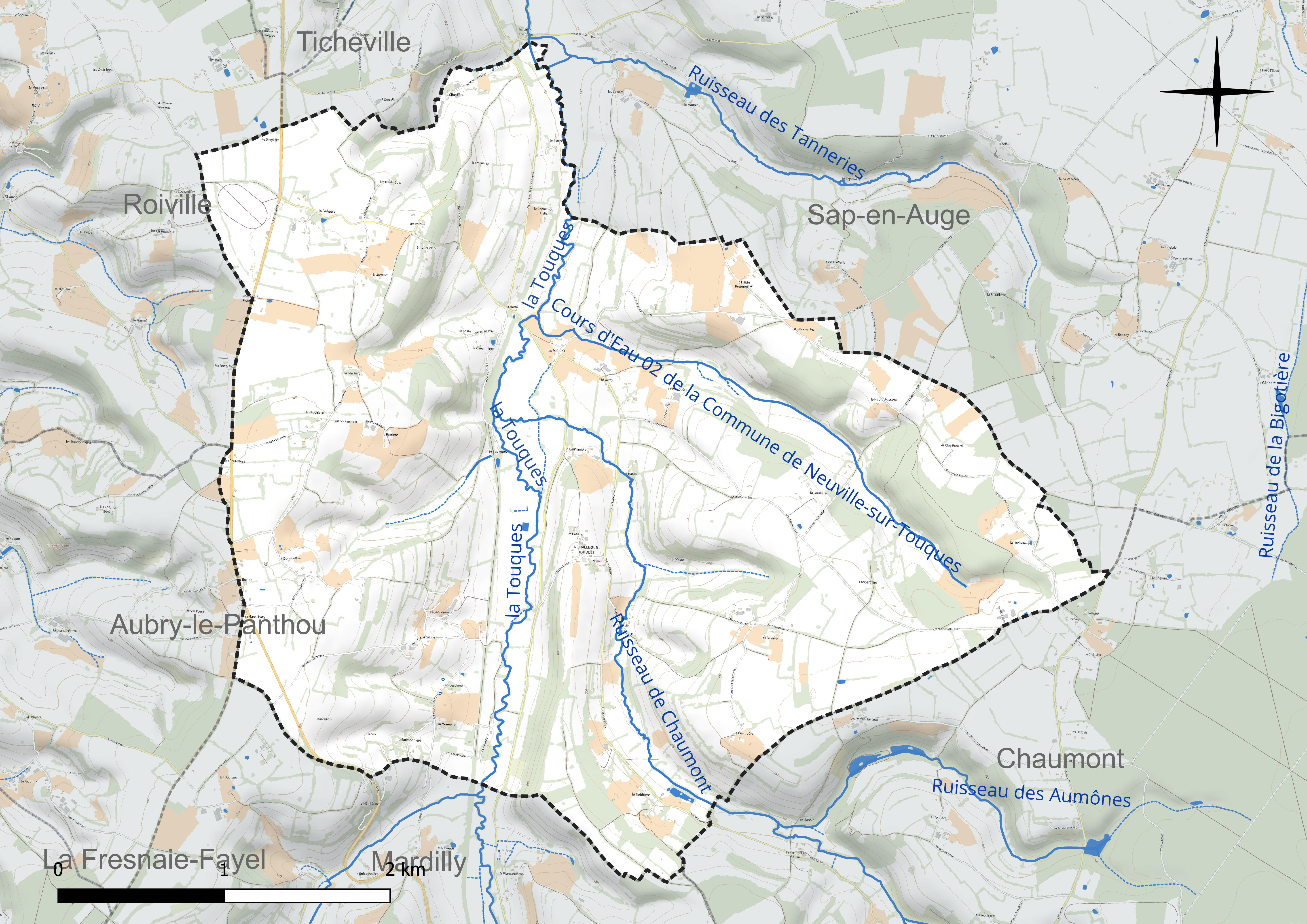
Réseau hydrographique de Neuville-sur-Touques.

### Climat
Pour des articles plus généraux, voir Climat de la Normandie et Climat de l'Orne.
En 2010, le climat de la commune est de type climat océanique dégradé des plaines du Centre et du Nord, selon une étude du CNRS s'appuyant sur une série de données couvrant la période 1971-2000. En 2020, Météo-France publie une typologie des climats de la France métropolitaine dans laquelle la commune est exposée à un climat océanique et est dans la région climatique Normandie (Cotentin, Orne), caractérisée par une pluviométrie relativement élevée (850 mm/a) et un été frais (15,5 °C) et venté. Parallèlement le GIEC normand, un groupe régional d’experts sur le climat, différencie quant à lui, dans une étude de 2020, trois grands types de climats pour la région Normandie, nuancés à une échelle plus fine par les facteurs géographiques locaux. La commune est, selon ce zonage, exposée à un « climat contrasté des collines », correspondant au Pays d’Auge, Lieuvin et Roumois, moins directement soumis aux flux océaniques et connaissant toutefois des précipitations assez marquées en raison des reliefs collinaires qui favorisent leur formation.
Pour la période 1971-2000, la température annuelle moyenne est de 10,1 °C, avec une amplitude thermique annuelle de 14 °C. Le cumul annuel moyen de précipitations est de 862 mm, avec 13 jours de précipitations en janvier et 8 jours en juillet. Pour la période 1991-2020, la température moyenne annuelle observée sur la station météorologique la plus proche, située sur la commune de Ticheville à 6 km à vol d'oiseau, est de 10,9 °C et le cumul annuel moyen de précipitations est de 826,1 mm,. Pour l'avenir, les paramètres climatiques de la commune estimés pour 2050 selon différents scénarios d’émission de gaz à effet de serre sont consultables sur un site dédié publié par Météo-France en novembre 2022.

## Urbanisme

### Typologie
Au 1er janvier 2024, Neuville-sur-Touques est catégorisée commune rurale à habitat très dispersé, selon la nouvelle grille communale de densité à sept niveaux définie par l'Insee en 2022.
Elle est située hors unité urbaine et hors attraction des villes,.

### Occupation des sols
L'occupation des sols de la commune, telle qu'elle ressort de la base de données européenne d’occupation biophysique des sols Corine Land Cover (CLC), est marquée par l'importance des territoires agricoles (93,7 % en 2018), une proportion identique à celle de 1990 (93,7 %). La répartition détaillée en 2018 est la suivante : 
prairies (84,6 %), zones agricoles hétérogènes (8,4 %), forêts (6,3 %), terres arables (0,8 %). L'évolution de l’occupation des sols de la commune et de ses infrastructures peut être observée sur les différentes représentations cartographiques du territoire : la carte de Cassini (XVIIIe siècle), la carte d'état-major (1820-1866) et les cartes ou photos aériennes de l'IGN pour la période actuelle (1950 à aujourd'hui).

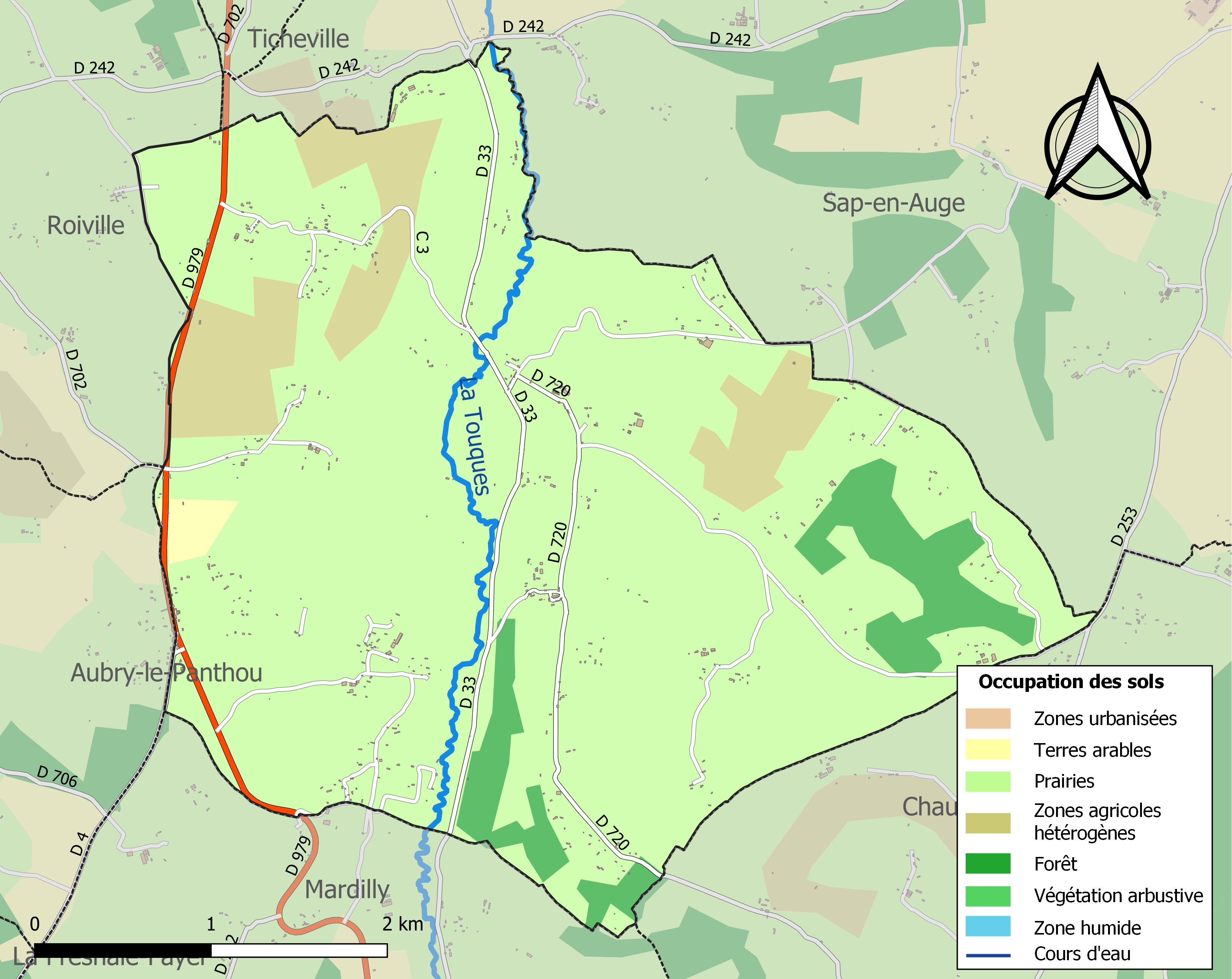
Carte des infrastructures et de l'occupation des sols de la commune en 2018 (CLC).

## Toponymie
Le nom de la localité est attesté sous la forme Nova Villa en 900, Neuville sur Tongue en 1793, Neuville-sur-Touques en 1801.
Le toponyme est formé à partir de l'ancien français vile dans son sens originel de « domaine rural » issu du latin Villa rustica, et de neuf qui a conservé son sens. Il s'agit donc initialement d'un « nouveau domaine ».
La Touques est un fleuve côtier de Normandie qui naît aux confins du pays d'Ouche, du pays d'Auge, du Perche et de la campagne d'Alençon, près de Champ-Haut (Orne).

## Politique et administration
| Période                                  | Période  | Identité        | Étiquette | Qualité             |
| ---------------------------------------- | -------- | --------------- | --------- | ------------------- |
| avant 1981                               | ?        | Alain Choisne   |           |                     |
| ?                                        | 2000     | Michel Foloppe  |           |                     |
| 2000                                     | En cours | Jean-Claude Hue | SE        | Exploitant agricole |
| Les données manquantes sont à compléter. |          |                 |           |                     |

Le conseil municipal est composé de onze membres dont le maire et deux adjoints.

## Démographie
L'évolution du nombre d'habitants est connue à travers les recensements de la population effectués dans la commune depuis 1793. Pour les communes de moins de 10 000 habitants, une enquête de recensement portant sur toute la population est réalisée tous les cinq ans, les populations de référence des années intermédiaires étant quant à elles estimées par interpolation ou extrapolation. Pour la commune, le premier recensement exhaustif entrant dans le cadre du nouveau dispositif a été réalisé en 2004.
En 2022, la commune comptait 237 habitants, en évolution de +4,87 % par rapport à 2016 (Orne : −3,21 %, France hors Mayotte : +2,11 %).
Neuville-sur-Touques a compté jusqu'à 990 habitants en 1841.
| 1793 | 1800 | 1806 | 1821 | 1836 | 1841 | 1846 | 1851 | 1856 |
| ---- | ---- | ---- | ---- | ---- | ---- | ---- | ---- | ---- |
| 883  | 891  | 797  | 938  | 967  | 990  | 959  | 879  | 836  |

| 1861 | 1866 | 1872 | 1876 | 1881 | 1886 | 1891 | 1896 | 1901 |
| ---- | ---- | ---- | ---- | ---- | ---- | ---- | ---- | ---- |
| 802  | 735  | 714  | 688  | 697  | 662  | 631  | 586  | 549  |

| 1906 | 1911 | 1921 | 1926 | 1931 | 1936 | 1946 | 1954 | 1962 |
| ---- | ---- | ---- | ---- | ---- | ---- | ---- | ---- | ---- |
| 509  | 501  | 415  | 430  | 406  | 374  | 366  | 344  | 326  |

| 1968 | 1975 | 1982 | 1990 | 1999 | 2004 | 2006 | 2009 | 2014 |
| ---- | ---- | ---- | ---- | ---- | ---- | ---- | ---- | ---- |
| 277  | 214  | 200  | 208  | 191  | 238  | 242  | 251  | 232  |

| 2019 | 2022 | - | - | - | - | - | - | - |
| ---- | ---- | - | - | - | - | - | - | - |
| 227  | 237  | - | - | - | - | - | - | - |

## Lieux et monuments
- L'église Saint-Germain-d'Auxerre. Elle abrite un retable, un aigle lutrin et un christ en bois sculpté, ces trois œuvres sont classées au titre objet aux monuments historiques[29].
- Vestiges d'une motte féodale dite la butte aux Anglais[30], au nord du village, au lieu-dit herbage de la motte, au confluent du ruisseau de Chaumont avec la Touques[31]. La motte ronde qui mesure environ 25 m de diamètre et haute d'environ 6 m est accompagnée d'une basse-cour surélevée qui est traversée par la RD 23[32].
- La Bove des Chevaliers. Ancien souterrain-refuge situé au milieu du bois de la Jaunière. Il s'est effondré en 1952 mais il en existe un plan et un relevé exact. Construit selon un plan symbolique cruciforme, il se composait essentiellement de deux salles dites « de la Chapelle » et « des Chevaliers »[33]. C'est le plus célèbre des souterrains ésotériques[34].